# Keep Your Love
「Keep Your Love 」（キープ・ユア・ラブ）は、CHEMISTRYの30枚目のシングルかつ期間限定ユニット「CHEMISTRY + Synergy」2枚目のシングル。2010年11月3日発売。

## 解説
「CHEMISTRY + Synergy」第2弾シングル。
「Keep Your Love」で川畑要が天使・堂珍嘉邦が悪魔としてイメージする振付はKeito担当。曲を先に聴いた堂珍が三角関係の作詞となるよう田中秀典に依頼。歌詞表現を堂珍が助言。原曲にダンスサウンド、秋を意識してスパニッシュ・ギターを導入し完成した。
迷宮のイメージに相応しいことから撮影地に選ばれた大理石村ロックハート城にて撮影されたミュージック・ビデオの監督はムラカミタツヤ。迷宮に迷い込んだ主人公の女性役、ジェーニャ・マラホワとCHEMISTRY + Synergy出演。初回盤には「Keep Your Love」ミュージック・ビデオとメイキング映像収録のDVDが同梱。
2曲目「TOGETHER」の堂珍によるイメージは「毎度おさわがせします」。振付はRui・Deeが担当。
3曲目「a better tomorrow」のみCHEMISTRY名義で、訳詞を担当した박창학（Park Chang-Hark）より韓国語発音指導を受けレコーディング。
香港映画『男たちの挽歌』のリメイクであるソン・スンホン主演の韓国映画『男たちの挽歌 A BETTER TOMORROW（原題：무적자）』（2010年9月16日韓国公開）の全世界主題歌として韓国語での歌唱となり、「무적자」の映像がミュージック・ビデオとして公開。2010年10月26日MUSIC ON! TV「韓風WIDE」では日本語歌詞が表示されたミュージック・ビデオが初公開。同年9月7日「ソニー・ミュージック・コリア」より配信発売。9月17日「무적자OST」収録曲として発売。同映画は2011年2月19日に日本公開。

## 初回盤・通常盤初回プレス特典
- 2010年11月3日発売Blu-ray・初回限定盤DVD「CHEMISTRY TOUR 2010 regeneration in TOKYO INTERNATIONAL FORUM」W購入者対象のボイス入りスペシャル目覚まし時計・サイン入り豪華写真パネル特典応募券
- 2010年11月3日Zepp大阪・7日横浜BLITZにて開催予定CHEMISTRY＋Synergyとのハイタッチイベント参加券
- メンバーオリジナルフォトカード(全9種中1種、100枚限定で直筆サイン入り）

## 収録曲
CD　初回盤・通常盤共通
1. Keep Your Love
  - 作詞：田中秀典・堂珍嘉邦／作曲：百田留衣／編曲：前嶋康明
  - テレビ東京系列「DANCE@TV」2010年10月度オープニングテーマ
2. TOGETHER
  - 作詞・作曲・編曲：lil' showy（STY）
3. a better tomorrow
  - 作詞・作曲：宮地大輔／韓国語訳詞：박창학（Park Chang-Hark）／編曲：大野裕一
  - 2010年9月16日公開韓国映画「無籍者」全世界主題歌

DVD　初回盤のみ
1. 「Keep Your Love」ミュージック・ビデオ
2. ミュージック・ビデオ・メイキング
3. Synergy インタビュー

## 参加ミュージシャン
Keep Your Love 
- 前嶋康明：All Programming, Instruments
- 石成正人：Guitar

TOGETHER 
- lil'showy：All Programming, Instruments

a better tomorrow 
- 塩谷哲：Piano
- 石成正人：Guitar
- 佐小田トオル (capsulenote)：Drum Production
- 種子田健：Bass
- 大野裕一：Keyboards
- CHIKAストリングス：Strings
- CHIKA：Strings Arrangement